# Второе правительство Моруа
Правительство Французской республики под председательством Пьера Моруа (также Второе правительство Моруа) — 16-й кабинет Пятой республики, назначенный президентом Франсуа Миттераном и функционировавший с 23 июня 1981 года по 22 марта 1983 года под руководством социалиста Пьера Моруа.
Первое с 1947 года западноевропейское правительство (без учёта карликового государства Сан-Марино), в котором принимали участие коммунисты, получившие 4 портфеля.
Опираясь на поддержку PS, PCF и MRG, сформировавших устойчивое парламентское большинство, правительство Моруа начало ряд крупных экономических и социальных реформ в русле кейнсианства и «Общей программы», однако его деятельность сильно блокировалась нарастающими противоречиями между членами правящей левоцентристской коалиции «Союз левых», приведшими к её фактическому роспуску и его отставке.

## Формирование
Крупная победа коалиции «Союз левых» в составе Французской социалистической партии (PS, ФСП), Французской коммунистической партии (PCF, ФКП) и Движения левых радикалов (MRG, ДЛР) на вызванных досрочным роспуском Национального собрания избранным президентом Франсуа Миттераном парламентских выборах 1981 года привела к тому, что назначенный им после своего избрания премьер Пьер Моруа теперь получил полную поддержку парламента. Если первый его кабинет формировался с учётом мнения имевших большинство в Национальном собрании VI созыва голлистской партии «Объединение в поддержку Республики» и право-либеральной партии «Союз за французскую демократию», выступавших категорически против участия в правительстве кого-либо, кроме социалистов, то теперь на их позицию можно было больше не оглядываться.
Так как «Общая программа», с которой Миттеран и его левоцентристская коалиция пришли к власти, предполагала участие в правительстве представителей всех её членов, президент отправил официальное предложение руководителю ФКП Жоржу Марше о вхождении представителей компартии в новый кабинет под руководством Моруа. В последний раз ФКП участвовала в работе первого правительства Поля Рамадье (4 портфеля, в том числе пост вице-премьера, который занимал тогдашний лидер компартии Морис Торез), откуда была выведена 4 мая 1947 года в соответствии с требованиями «плана Маршалла».
Контакты с коммунистами от имени Миттерана вели Жак Фурнье и Ги Брайбан. Президент поручил им предложить ФКП 4 министерства на её выбор, за исключением государственных (иностранных дел, финансов, внутренних дел, обороны). Руководство компартии попросило 5 портфелей, предложив кандидатуры Анисет Ле Пор на пост министра связи, Жизель Моро — министра труда, Жака Ралите — министра культуры, а также Гая Эрмье. 
Руководство PS в целом одобрило предложение Марше, резко против вхождения коммунистов в правительство выступил лишь мэр Марселя Гастон Деффер, а Эдмон Мэр и Жак Делор посоветовали Миттерану отклонить кандидатуру Моро и отказать в предоставлении портфелей министров связи и культуры, что тот и сделал. Ралите был утверждён министром здравоохранения, а Ле Пор — министром государственной службы и административных реформ. 
Роберт Бадинтер стал министром юстиции вместо Мориса Фора, который не хотел оставаться в правительстве. Также новый кабинет покинули государственный секретарь Министерства охраны окружающей среды известный врач и путешественник Ален Бомбар (в знак протеста против отказа коалиции от запрета парфорсной охоты) и государственный секретарь по профессиональному обучению Марсель Дебар (чтобы уступить пост коммунисту Марселю Ригу, который изначально был назначен на пост министра труда). По словам Жака Аттали, они вышли из правительства «по недоразумению: Президент считал, что они готовы выйти на поле боя...».
23 июня было решено, что Шарль Фитерман будет назначен министром транспорта, а не промышленности (которое осталось за социалистом Рожером Квиллиотом). Таким образом, в правительство вошли 4 коммуниста.
22 июня 1981 года президент Миттеран своим указом вновь назначил Пьера Моруа премьер-министром Французской республики, а на следующий день - новым указом утвердил состав его правительства. Национальное собрание утвердило решения президента голосами 333 депутатов от PS, ФКП, MRG и «Движения демократов» (MDD) (67%).

## Состав
| Правительство Французской республики под председательством Пьера Моруа (Второе правительство Моруа) | Правительство Французской республики под председательством Пьера Моруа (Второе правительство Моруа) | Правительство Французской республики под председательством Пьера Моруа (Второе правительство Моруа) | Правительство Французской республики под председательством Пьера Моруа (Второе правительство Моруа) | Правительство Французской республики под председательством Пьера Моруа (Второе правительство Моруа) | Правительство Французской республики под председательством Пьера Моруа (Второе правительство Моруа) |
| Должность                                                                                           | Портрет                                                                                             | Министр                                                                                             | Партия                                                                                              | Партия                                                                                              | Срок пребывания в должности                                                                         |
| --------------------------------------------------------------------------------------------------- | --------------------------------------------------------------------------------------------------- | --------------------------------------------------------------------------------------------------- | --------------------------------------------------------------------------------------------------- | --------------------------------------------------------------------------------------------------- | --------------------------------------------------------------------------------------------------- |
| Председатель                                                                                        | | Пьер Моруа                                                                                          | | Социалистическая партия                                                                             | 22 июня 1981 года — 22 марта 1983 года                                                              |
| Министр внутренних дел и децентрализации                                                            | | Гастон Деффер                                                                                       | | Социалистическая партия                                                                             | 22 июня 1981 года — 22 марта 1983 года                                                              |
| Министр внешней торговли                                                                            | | Мишель Жобер                                                                                        | | Движение демократов                                                                                 | 22 июня 1981 года — 22 марта 1983 года                                                              |
| Министр транспорта                                                                                  | | Шарль Фитерман                                                                                      | | Французская коммунистическая партия                                                                 | 22 июня 1981 года — 22 марта 1983 года                                                              |
| Министр планирования и регионального развития                                                       | | Мишель Рокар                                                                                        | | Социалистическая партия                                                                             | 22 июня 1981 года — 22 марта 1983 года                                                              |
| Министр науки и технологий                                                                          | | Жан-Пьер Шевенман                                                                                   | | Социалистическая партия                                                                             | 22 июня 1981 года — 22 марта 1983 года                                                              |
| Министр социальных дел и национальной солидарности                                                  | | Николь Кестьо                                                                                       | | Социалистическая партия                                                                             | 22 июня 1981 года — 29 июня 1982 года                                                               |
| Министр социальных дел и национальной солидарности                                                  | | Пьер Береговуа                                                                                      | | Социалистическая партия                                                                             | 29 июня 1982 года — 22 марта 1983 года                                                              |
| Министр юстиции                                                                                     | | Робер Бадентер                                                                                      | | Социалистическая партия                                                                             | 22 июня 1981 года — 22 марта 1983 года                                                              |
| Министр иностранных дел                                                                             | | Клод Шессон                                                                                         | | Социалистическая партия                                                                             | 22 июня 1981 года — 22 марта 1983 года                                                              |
| Министр обороны                                                                                     | | Шарль Эрню                                                                                          | | Социалистическая партия                                                                             | 22 июня 1981 года — 22 марта 1983 года                                                              |
| Министр экономики и финансов                                                                        | | Жак Делор                                                                                           | | Социалистическая партия                                                                             | 22 июня 1981 года — 22 марта 1983 года                                                              |
| Министр национального образования                                                                   | | Ален Савари                                                                                         | | Социалистическая партия                                                                             | 22 июня 1981 года — 22 марта 1983 года                                                              |
| Министр сельского хозяйства                                                                         | | Эдит Крессон                                                                                        | | Социалистическая партия                                                                             | 22 июня 1981 года — 22 марта 1983 года                                                              |
| Министр промышленности                                                                              | | Пьер Дрейфус                                                                                        | | Социалистическая партия                                                                             | 22 июня 1981 года — 22 марта 1983 года                                                              |
| Министр торговли и ремесел                                                                          | | Андре Делелис                                                                                       | | Социалистическая партия                                                                             | 22 июня 1981 года — 22 марта 1983 года                                                              |
| Министр культуры                                                                                    | | Жак Ланг                                                                                            | | Социалистическая партия                                                                             | 22 июня 1981 года — 22 марта 1983 года                                                              |
| Министр труда                                                                                       | | Жан Ору                                                                                             | | Социалистическая партия                                                                             | 22 июня 1981 года — 22 марта 1983 года                                                              |
| Министр здравоохранения                                                                             | | Жак Ралите                                                                                          | | Французская коммунистическая партия                                                                 | 22 июня 1981 года — 22 марта 1983 года                                                              |
| Министр свободного времени                                                                          | | Андре Анри                                                                                          | | Социалистическая партия                                                                             | 22 июня 1981 года — 22 марта 1983 года                                                              |
| Министр градостроительства и жилищного строительства                                                | | Рожер Квиллиот                                                                                      | | Социалистическая партия                                                                             | 22 июня 1981 года — 22 марта 1983 года                                                              |
| Министр экологии                                                                                    | | Мишель Крепо                                                                                        | | Радикальная левая партия                                                                            | 22 июня 1981 года — 22 марта 1983 года                                                              |
| Морской министр                                                                                     | | Луи Ле Пенсек                                                                                       | | Социалистическая партия                                                                             | 22 июня 1981 года — 22 марта 1983 года                                                              |
| Министр связи                                                                                       | | Жорж Фильо                                                                                          | | Социалистическая партия                                                                             | 22 июня 1981 года — 22 марта 1983 года                                                              |
| Министр почт, телеграфа и телефонов                                                                 | | Луи Мександо                                                                                        | | Социалистическая партия                                                                             | 22 июня 1981 года — 22 марта 1983 года                                                              |
| Министр по делам ветеранов                                                                          | | Жан Лорен                                                                                           | | Социалистическая партия                                                                             | 22 июня 1981 года — 22 марта 1983 года                                                              |
| Министр по делам потребителей                                                                       | | Катрин Лалюмьер                                                                                     | | Социалистическая партия                                                                             | 22 июня 1981 года — 22 марта 1983 года                                                              |
| Министр профессионального обучения                                                                  | | Марсель Ригу                                                                                        | | Французская коммунистическая партия                                                                 | 22 июня 1981 года — 22 марта 1983 года                                                              |
| Министр-делегат по европейским делам                                                                | | Андре Чандернагор                                                                                   | | Социалистическая партия                                                                             | 22 июня 1981 года — 22 марта 1983 года                                                              |
| Министр-делегат по сотрудничеству и развитию                                                        | | Жан-Пьер Кот                                                                                        | | Социалистическая партия                                                                             | 22 июня 1981 года — 8 декабря 1982 года                                                             |
| Министр-делегат по сотрудничеству и развитию                                                        | | Кристиан Нуччи                                                                                      | | Социалистическая партия                                                                             | 8 декабря 1982 года — 22 марта 1983 года                                                            |
| Министр-делегат, ответственный за бюджет                                                            | | Лоран Фабиус                                                                                        | | Социалистическая партия                                                                             | 22 июня 1981 года — 22 марта 1983 года                                                              |
| Министр-делегат по энергетике                                                                       | | Эдмон Эрве                                                                                          | | Социалистическая партия                                                                             | 22 июня 1981 года — 29 июня 1982 года                                                               |
| Министр-делегат, министр по правам женщин                                                           | | Иветт Руди                                                                                          | | Социалистическая партия                                                                             | 22 июня 1981 года — 22 марта 1983 года                                                              |
| Министр-делегат по связям с парламентом                                                             | | Андре Лабаррер                                                                                      | | Социалистическая партия                                                                             | 22 июня 1981 года — 22 марта 1983 года                                                              |
| Министр-делегат по государственной службе и административным реформам                               | | Анисет Ле Пор                                                                                       | | Французская коммунистическая партия                                                                 | 22 июня 1981 года — 22 марта 1983 года                                                              |
| Министр-делегат по делам молодежи и спорта                                                          | | Эдвиге Авис                                                                                         | | Социалистическая партия                                                                             | 22 июня 1981 года — 22 марта 1983 года                                                              |

## Изменения

### От 29 июня 1982 года
29 июня 1982 года состав правительства был изменён в связи с отставкой связано с отставкой Николь Кестьо и Пьера Дрейфуса:
- Пьер Береговуа заменил Кестьо на посту министра социальных дел и национальной солидарности;
- Жан-Пьер Шевенман был назначен министром науки и промышленности;
- Министром социальных дел и труда был назначен Жан Ору;
- Жану Ле Гарреку было поручено курирование вопросов занятости в ранге заместителя премьер-министра;
- Были упразднены должности министра промышленности и государственного секретаря по делам государственного сектора;
- Изменено название должности министра труда.

Эдмон Эрве остался министром энергетики, но был переподчинён министру науки и промышленности.

### От 17 августа 1982 года
Изменение состава правительства 17 августа 1982 года связано со сменой должности Жозефа Франчески: он был переведён на пост статс-секретаря министра внутренних дел и децентрализации по вопросам общественной безопасности. Также был упразднён пост государственного секретаря по делам пенсионеров.

### От 8 декабря 1982 года
8 декабря 1982 года в знак протеста против политики Франции в отношении африканских стран в отставку подал министр по сотрудничеству Жан-Пьер Кот. В тот же день состав правительства был ротирован:
- Кристиан Нуччи заменил Кота на посту министра по сотрудничеству и развитию.
- Пост государственного секретаря по делам пенсионеров (упразднённый в августе) был восстановлен во главе с Даниэлем Бенуа.

## Деятельность

### Политические преобразования и бюджетная политика
В июле 1981 года партии правящей коалиции проголосовали за увеличение государственных расходов на 11 миллиардов франков за счёт роста бюджетного дефицита на 4 миллиарда. Эта мера, предусмотренная программой «110 предложений для Франции» (та часть «Общей программы», реализацию которой поддержали большинство фокус-групп, голосовавших за Миттерана), по замыслу правительства должна была стимулировать экономический рост за счёт увеличения покупательной способности населения. В ноябре государственные расходы были увеличены ещё на 19 миллиардов франков.
Политика перераспределения богатства изначально привела к положительным результатам: минимальная заработная плата выросла на 4,6% в 1981 году, увеличиваясь в годовом исчислении на 5,2%; пособие на жильё было увеличено на 25% в июле и 20% в декабре того же года. Социальные выплаты увеличились в реальном выражении на 5% в 1981 и 7% в 1982 году, что положительно сказалось на росте уровня жизни и росте потребления.
В конце 1981 года правительство Моруа предложило Европарламенту принять «Меморандум о перезапуске Европы», который предполагал углубление европейской интеграции, прежде всего экономической, с целью стимулирования производства и занятости. Однако он был проигнорирован структурами ЕЭС, как и повторное предложение, выдвинутое на саммите G7 в Версале в 1982 году. 
Кейнсианская экономическая политика позволила добиться ускорения роста с 1,1% в 1981 году до 2,5% годом спустя, однако увеличение государственных расходов за счёт бюджетного дефицита не могло продолжаться достаточно долго. Уже в 1983 году правительство начало переход к режиму жёсткой экономии, что привело к падению темпов роста до 1,3%.

### Денежно-кредитная политика
До формирования в марте 1979 года Европейской валютной системы, 1 немецкая марка стоила 2,30 французских франка. Объявление об избрании президентом Франсуа Миттерана взволновало рынки, что вызвало фазу обесценивания франка. Защищая национальную валюту, Банк Франции использовал свои резервы, выкупая её на валютных рынках. Ухудшение торгового баланса страны привело к решению правительства о девальвации франка на 3%, что вызвало изменение соотношения цены до 2,50 франков за 1 марку. 12 июня 1982 года франк был дополнительно девальвирован на 5,75%.

### Промышленная политика и политика занятости
Наиболее крупной реформой, осуществлённой правительством, была национализация ведущих компаний, дававших основную часть доходов во французский бюджет. Под контроль государства перешли 9 корпораций, включая CGE, Pechiney, Rhône-Poulenc, Saint-Gobain и Thomson, а также подавляющая часть банковского сектора (39 банков) и две финансовые компании (Paribas и Suez). Некоторые компании были национализированы посредством акционирования (Usinor и Sacilor) или инвестиций в акционерный капитал или выкупа дочерних компаний (Matra, Dassault, Bull, дочерние компании ITT во Франции). Доля работников, занятых на государственных предприятиях, выросла с 6% в 1980 году до 10,3% в 1983 году (с 1,08 млн. до 1,85 млн. человек). В период с 1981 по 1983 год в государственном секторе было создано 240 тыс. дополнительных рабочих мест.
Выполняя свои предвыборные обещания, правительство сократило рабочую неделю с 40 до 39 часов (с сохранением заработной платы), ввело дополнительную неделю оплачиваемого отпуска и снизило пенсионный возраст. В результате этих мер, удалось создать от 10 до 40 тыс. рабочих мест, что меньше, чем предполагалось изначально.
В период с середины до конца 1982 года были приняты законы Ору, предоставляющие право увольнения сотрудников в случае неминуемой опасности, а также создан Комитет по охране здоровья, безопасности и условиям труда, устанавливающий рамки для дисциплинарных полномочий глав компаний и внутренние правила, в частности, запретивший любую дискриминацию и установивший право сотрудников выражать свое мнение об условиях труда.
Благодаря этим мерам, Парижская биржа выросла на 60 %, несмотря на циклическое замедление экономической активности в июне 1982 и марте 1983 года. Таким образом, итоговый рост оказался в 2-3 раза выше, чем аналогичные показатели Нью-Йоркской и Токийской фондовой биржи.

### Государственные финансы
В бюджете на 1982 год было зафиксировано увеличение государственных расходов на 27,5% по сравнению с последним бюджетом, принятым третьим правительством Раймона Барре. Поскольку только часть этих средств компенсировалась ростом доходов госбюджета, его дефицит резко увеличился, достигнув -2,8% ВВП в 1982 году против -0,1 % в 1980 году.
В целях компенсации бюджетного дефицита и перераспределения богатства, были повышены (а также введены новые) налоги для зажиточных слоёв населения. Был введён «налог на большие состояния», принёсший 4 миллиарда франков. Всего повышение налогов для более обеспеченных дало в госбюджет 9 миллиардов франков в год, что не покрыло дефицит в 30 миллиардов франков в год, вызванный увеличением пособий и повышением минимальной заработной платы.
Пытаясь компенсировать всё возрастающий бюджетный дефицит, правительство обратилось к внешнему заимствованию средств. Однако проводимая в то время главой ФРС Полом Волкером денежно-кредитная политика американского регулятора способствовала укреплению доллара, что в развитых странах привело к увеличению процентных ставок по долгам. Таким образом, первый долгосрочный кредит, предоставленный Франции в 1981 году, был выдан по очень высокой ставке 18,5% годовых.

## Анализ популярности
Популярность правительства была обусловлена его поддержкой со стороны президента Миттерана, в свою очередь, пользовавшегося большой популярностью в первый свой срок. Однако ухудшение экономической ситуации в 1981 году привело к падению рейтингов кабинета Моруа.
17 августа опрос IFRES, проведенный Journal du Dimanche, показал, что за сто дней с начала работы правительства 44 % французов были довольны предпринятыми действиями, 76 % —  довольны принятыми социальными мерами, 53% — поддержали национализацию. Однако 51 % опрошенных считали, что борьба левого правительства с безработицей не будет эффективной, против 29%, придерживавшихся противоположного мнения.
7 ноября 1981 года 53 % французов положительно оценили первые шесть месяцев правления левых.

## Отставка
23 марта 1983 года правительство было отправлено в отставку из-за разногласий внутри правящей коалиции. Пьер Моруа был переназначен премьером и приступил к формированию своего третьего кабинета.